# 嵩山路街道 (郑州市)

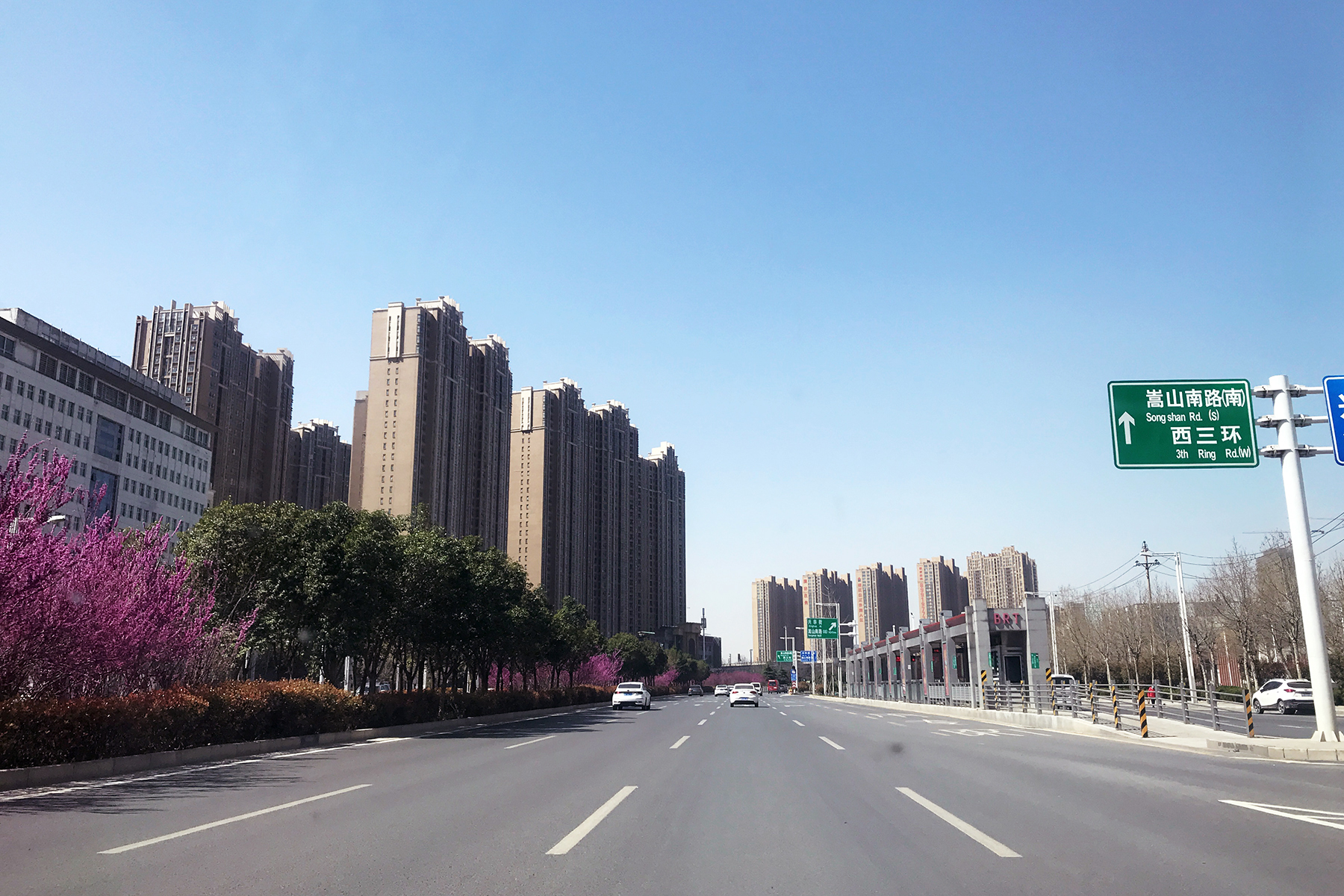
郑州三环

嵩山路街道，是中华人民共和国河南省郑州市二七区下辖的一个乡镇级行政单位。

## 行政区划
嵩山路街道下辖以下地区：
工人路社区、航海路社区、亚星社区、刘砦社区、黄岗寺社区、蔚蓝社区和珠江社区。